# Hereke

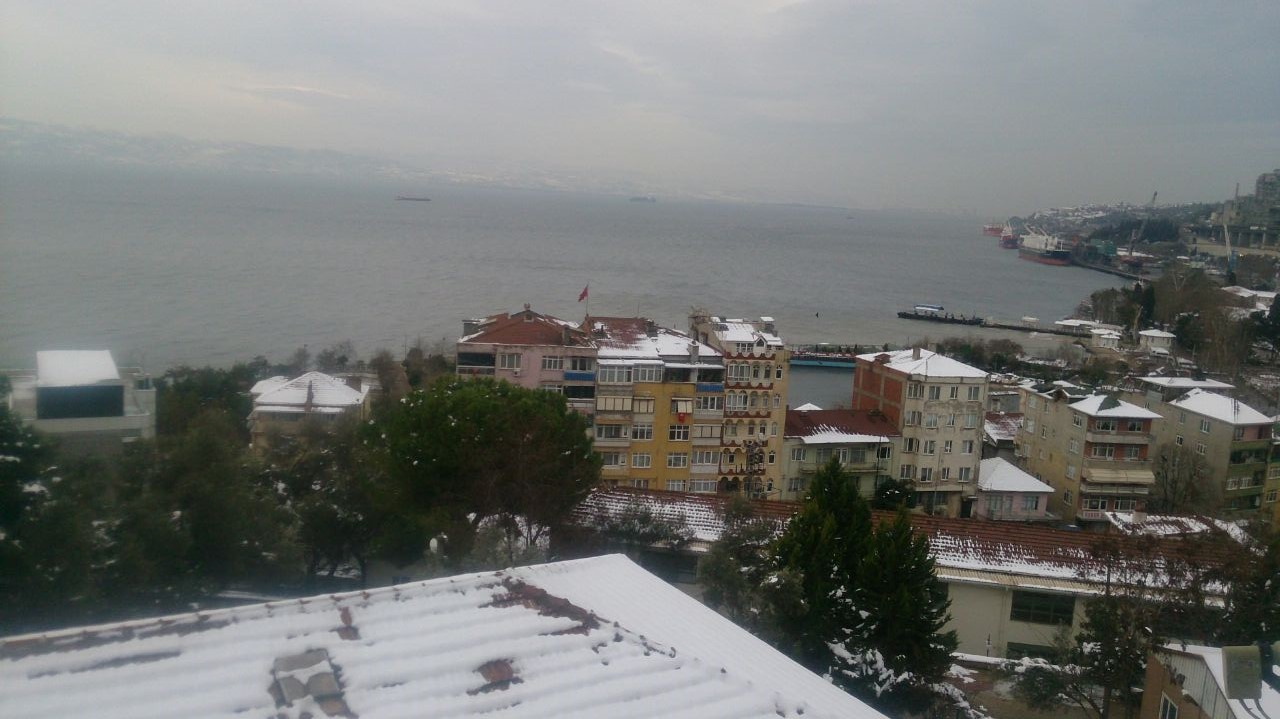
Città di Hereke

Hereke è una città nella provincia di Kocaeli, in Turchia, situata a nord del Golfo di İzmit, vicino a Istanbul. È famosa per i tappeti Hereke. Era parte del distretto di Gebze fino al trasferimento a quello di Körfez nel 1987 e ha avuto lo status di comune fino al 2009. Le mahalles sono: 17 Ağustos (17 agosto), Agah Ateş, Cumhuriyet, Hacı Akif, Kışladüzü (ex villaggio), Şirinyalı (ex villaggio) e Yukarı Hereke. Si può essere raggiungere in dolmuş (da Gebze e da İzmit), in autobus pubblico (da Darıca, Gebze e İzmit), con il treno Adapazarı Express, in nave e vaporetto.

## Storia
Hereke è un centro di tessitura unico situato all'estremità settentrionale della baia di Izmit, vicino a Istanbul. Il villaggio di Hereke è noto per essere una delle migliori manifatture di tappeti annodati a mano al mondo. Questi tappeti speciali rappresentano l'apice della tradizione della tessitura dei tappeti turchi. Il sultano Abdülmecid I, imperatore ottomano, fondò la fabbrica imperiale di Hereke nel 1843 per produrre tappeti, tessuti, tappezzerie e tende esclusivamente per la corte ottomana.
Nel 1920 Hereke ospitava una scuola per la produzione di tappeti gestita dallo stato, frequentata sia da donne che dai bambini musulmani e cristiani.
L'istituzione della fabbrica imperiale Hereke da parte del sultano Abdülmecid I ha coinciso con la costruzione del palazzo di Dolmabahçe, a Istanbul. Il sultano Abdülmecid I ha affermato che i più grandi palazzi del mondo dovrebbero mostrare anche i migliori tappeti del mondo. Un laboratorio è stato istituito sul terreno del palazzo di Dolmabahçe e composto da tessitori Hereke. La fabbrica imperiale di Hereke e il laboratorio di Hereke a Dolmabahçe hanno prodotto i magnifici tappeti che decorano il palazzo. Sono stati prodotti oltre 140 grandi tappeti e 115 tappeti da preghiera, per un totale di oltre 4500 m².
I disegni della scuola di Hereke non erano solo ispirati ai motivi e alle composizioni dei tradizionali tappeti turchi, ma anche ai motivi curvilinei più elaborati della Persia e dell'Egitto mamelucco. Molti progetti riflettevano i gusti dell'Europa occidentale del tempo. La composizione del medaglione Uşak, utilizzata nei tappeti turchi dal XVI secolo, era ampiamente utilizzata nella fabbrica di Hereke. La complessità dei disegni e l'enorme volume di nodi necessari hanno reso la costruzione dei tappeti Hereke un processo molto lungo. La qualità superlativa dei tappeti Hereke è stata realizzata combinando le migliori tecniche di produzione di tappeti disponibili, creando così un nuovo archetipo.
La produzione di Hereke fu interrotta nel 1878, quando la fabbrica fu rasa al suolo, tuttavia, la fabbrica imperiale fu ricostruita nel 1882. Durante la fine del XIX e l'inizio del XX secolo, i tessitori di Hereke produssero il loro artigianato unico esclusivamente per l'aristocrazia dell'Impero Ottomano, dignitari e capi di stato. I pregiati tappeti Hereke annodati a mano sono stati donati alle famiglie reali di Giappone, Russia, Germania e Inghilterra. La domanda è aumentata costantemente man mano che i tappeti Hereke hanno ottenuto consensi in tutta Europa. Con l'aumento della produzione, i tappeti Hereke divennero disponibili nei mercati di Istanbul. I tappeti Hereke hanno ricevuto numerosi premi e medaglie per la loro eccezionale qualità: Vienna (1892), Lione (1894), Bursa (1907), Vienna (1908), Bruxelles (1910 e 1911), Bursa (1911), Torino (1911) e Smirne (1921).

## Tecnica
I tappeti Hereke vengono creati utilizzando un metodo di costruzione unico. La preparazione iniziale del telaio è diversa dalla maggior parte delle altre tecniche in tutto il mondo. Il metodo Hereke consente la possibilità di una seconda trama, questa differenza separa la tecnica di produzione dei tappeti Hereke dalle altre. I tappeti Hereke sono doppi annodati utilizzando il nodo turco, ottenendo un prodotto più resistente. I doppi nodi non possono essere annullati o rimossi, a differenza dei nodi singoli. I tappeti in seta Hereke hanno oltre 1 milione di nodi per metro quadrato.